# Makijiwka (obwód czerkaski)
Makijiwka (ukr. Макіївка) – wieś na Ukrainie, w obwodzie czerkaskim, w rejonie czerkaskim. W 2001 liczyła 1327 mieszkańców, wśród których 1312 jako ojczysty język wskazało ukraiński, 13 rosyjski, a 2 białoruski.